# Исак Бабел
Исак Емануилович Ба̀бел (на руски: Исаа́к Эммануи́лович Ба́бель) е руски и съветски писател, драматург и сценарист.

## Биография и творчество
Описва живота на еврейската общност в родния си град Одеса в началото на 20 век и през Октомврийската революция, както и Гражданската война. Първите разкази на Бабел, които Горки публикува в списанието си „Летописи“, са с герои евреите в Одеса.
Творчеството на Бабел оказва огромно влияние на литераторите от т.нар. „Южноруска школа“ (Иля Илф (Илф) и Евгений Петров (Петров), Юрий Олеша, Валентин Катаев, Константин Паустовски, Михаил Светлов, Едуард Багрицки) и получава широко признание в СССР, а книгите му са преведени на много чужди езици.
Разстрелян е след съдебен процес срещу него по време на Сталинската Голяма чистка.

## Творчество

### Разкази
- „Конармия“, цикъл – 1926
- „Одески разкази“, цикъл – 1931

### Пиеси
- „Залез“ – 1928
- „Мария“ – 1935